# 에밀 야콥센
에밀 만펠트 야콥센(덴마크어: Emil Manfeldt Jakobsen, 1998년 1월 24일~)은 덴마크의 핸드볼 선수로 포지션은 레프트윙이다. 현재 핸드볼 분데스리가의 SG 플렌스부르크한데비트와 덴마크 국가대표팀 소속으로 활동하고 있다.
국제 대회에서는 덴마크 대표팀 소속으로 출전하고 있으며 2024년 하계 올림픽 금메달, 2016년 하계 올림픽 은메달, 2021년과 2023년 세계 선수권 대회에서 우승을 차지했다.